# كنيس التدغي
كنيس التدغي هو كنيس، أي دار عبادة يهودية، في مدينة الدار البيضاء المغربية، في حي المدينة القديمة. أعاد الملك المغربي محمد السادس تكريسه يوم 20 ديسمبر بعد ترميمه. 
وبجانبه، هناك متحف الملاح، وهو متحف مكرس لحي الملاح، أي الحي اليهودي، للدار البيضاء.

## تاريخ
كان من أهم الأماكن اليهودية للمدينة القديمة، جانبا إلى معبد آخر اسمه كنيس الصويريين. دمر كنيس التدغي في نوفمبر 1942 خلال القصف الأميركي للمدينة الخاضعة لسيطرة فرنسا الفيشية، حليفة النازيين وقوى المحور. ابتدأ ترميمه في 2011، أكثر من نصف قرن بعد دماره.